# Rob Harley
Pour les articles homonymes, voir Harley.

a Compétitions nationales et continentales officielles uniquement.

b Matchs officiels uniquement.
Dernière mise à jour le 24 octobre 2024.
Robert John Harley dit Rob Harley, né le 26 mai 1990 à Crewe, est un joueur de rugby à XV qui évolue au poste de troisième ligne aile ou de deuxième ligne. Il joue avec l'équipe d'Écosse de 2012 à 2021 puis avec le club de l'US Carcassonne en 2022-2023, et avec Colomiers Rugby. Depuis 2024, il évolue au Old Glory DC en Major League Rugby. 

## Biographie
Après avoir passé tout sa carrière au sein du club des Glasgow Warriors de 2010 à 2022, Rob Harley signe à l'US Carcassonne pour la saison 2022-2023 de Pro D2 pour une durée de deux années. Il rejoint Colomiers rugby à l'été 2023 en tant que joker coupe du monde.

## Palmarès

### En club
- Vainqueur du Pro12 en 2015.
- Finaliste du Pro12/14 en 2014 et 2019.

## Statistiques en équipe nationale
- 23 sélections (14 fois titulaire, 9 fois remplaçant)
- 5 points (1 essai)
- Sélections par année : 1 en 2012, 4 en 2013, 5 en 2014, 7 en 2015, 2 en 2016, 1 en 2017, 1 en 2019, 1 en 2020, 1 en 2021.
- Tournois des Six Nations disputés : 2013, 2015, 2016, 2019.